# زوئی نس
زوئی نس (انگلیسی: Zoe Ness؛ زادهٔ ۲۴ مارس ۱۹۹۶) بازیکن فوتبال اهل بریتانیا است.
وی همچنین در تیم‌های ملی فوتبال Scotland women's national under-15 football team, Scotland women's national under-17 football team, Scotland women's national under-19 football team، و زنان اسکاتلند بازی کرده‌است.